# Agha Mehdiyev
 (novembre 2021).
La mise en forme du texte ne suit pas les recommandations de Wikipédia : il faut le « wikifier ».
Les points d'amélioration suivants sont les cas les plus fréquents :
- Les titres sont pré-formatés par le logiciel. Ils ne sont ni en capitales, ni en gras.
- Le texte ne doit pas être écrit en capitales (les noms de famille non plus), ni en gras, ni en italique, ni en « petit »…
- Le gras n'est utilisé que pour surligner le titre de l'article dans l'introduction, une seule fois.
- L'italique est rarement utilisé : mots en langue étrangère, titres d'œuvres, noms de bateaux, etc.
- Les citations ne sont pas en italique mais en corps de texte normal. Elles sont entourées par des guillemets français : « et ».
- Les listes à puces sont à éviter, des paragraphes rédigés étant largement préférés. Les tableaux sont à réserver à la présentation de données structurées (résultats, etc.).
- Les appels de note de bas de page (petits chiffres en exposant, introduits par l'outil «  Source ») sont à placer entre la fin de phrase et le point final[comme ça].
- Les liens internes (vers d'autres articles de Wikipédia) sont à choisir avec parcimonie. Créez des liens vers des articles approfondissant le sujet. Les termes génériques sans rapport avec le sujet sont à éviter, ainsi que les répétitions de liens vers un même terme.
- Les liens externes sont à placer uniquement dans une section « Liens externes », à la fin de l'article. Ces liens sont à choisir avec parcimonie suivant les règles définies. Si un lien sert de source à l'article, son insertion dans le texte est à faire par les notes de bas de page.
- La présentation des références doit suivre les conventions bibliographiques. Il est recommandé d'utiliser les modèles {{Ouvrage}}, {{Chapitre}}, {{Article}}, {{Lien web}} et/ou {{Bibliographie}}. Le mode d'édition visuel peut mettre en forme automatiquement les références.
- Insérer une infobox (cadre d'informations à droite) n'est pas obligatoire pour parachever la mise en page.

Pour une aide détaillée, merci de consulter Aide:Wikification.
Si vous pensez que ces points ont été résolus, vous pouvez retirer ce bandeau et améliorer la mise en forme d'un autre article.
Agha Mehdiyev (en azéri : Ağa Cəfər oğlu Mehdiyev, né le 21 mars 1920 à Lahidj, province de Bakou, et mort le 15 mai 2003 à Bakou) est un paysagiste et portraitiste azerbaïdjanais, Artiste du Peuple de la République d'Azerbaïdjan (2002).

## Biographie
Agha Djafar oghlu Mehdiyev est né dans le village de Lahidj de la région d'Ismayilli. Il entre au Collège d'art Azim Azimzade. Après avoir obtenu son diplôme de l'Académie des beaux-arts d'Azerbaïdjan en 1938, il participe à de nombreuses expositions en Azerbaïdjan et en URSS. En plus de l'utilisation intensive des genres paysage et portrait dans son travail, il travaille également sur des thèmes militaires et patriotiques.

## Travaux
La première œuvre majeure de l'artiste est Paysage (1946). Ses premiers ouvrages, tels que Famille éduquée, Dans les vieux champs pétrolifères, Dans la rédaction du journal Gudok , La bande de Gatir Mammad, Petit berger décrivait la vie du peuple, sa connexion avec l'histoire actuelle. Les intrigues fictives ne sont pas autorisées dans ses œuvres. Les peintures historiques et révolutionnaires de l'artiste et les œuvres consacrées aux classiques de la littérature azerbaïdjanaise sont basées sur une étude approfondie des sources.

## Expositions
La visite en Turquie laisse une marque particulière dans l'œuvre d'Agha Mehdiyev. Les impressions de cette visite sont reflétées dans son exposition personnelle "Visite en Turquie" (1962), ainsi que dans l'exposition "Les pays étrangers à travers les yeux des artistes azerbaïdjanais" (1964). De nombreuses œuvres de cette série sont incluses dans les expositions du musée. Istanbul dans le brouillard (1960), Après la pluie du Bosphore(1960), "Istanbul le soir. " (1961) et d'autres.
La journée de travail et le repos des gens ordinaires sont poétisés dans les scènes de genre d'A.Mehdiyev. En 1987, l'artiste crée le tableau L’ans 37. Agha Mehdiyev crée le premier tableau sur la répression parmi les peintres azerbaïdjanais.
Agha Mehdiyev est admis à l'Union des peintres de l'URSS en 1994.
Des expositions personnelles des œuvres de l'artiste ont été organisées à Bakou en 1961, 1970, 1981 et 1988. Les œuvres d'Agha Mehdiyev ont été exposées en Europe, au Canada, au Japon, aux États-Unis, en Égypte, en Irak.